# Chytriomyces multioperculatus
Chytriomyces multioperculatus är en svampart som beskrevs av Sparrow & Dogma 1973. Chytriomyces multioperculatus ingår i släktet Chytriomyces och familjen Chytridiaceae.   Inga underarter finns listade i Catalogue of Life.